# Squaliformes
Los escualiformes (Squaliformes) son un orden de elasmobranquios selacimorfos que incluye cerca de 125 especies en siete familias.

## Características
Los miembros de este orden tienen dos aletas dorsales, y carecen de aleta anal. Tienen cinco aberturas branquiales y poseen espiráculos. Carecen de membrana nictitante. Muchas especies habitan en aguas profundas.

## Clasificación
Los escualiformes incluyen 22 géneros repartidos en siete familias:
Familia Echinorhinidae
- Echinorhinus

Familia Centrophoridae (tiburón vaca)
- Centrophorus
- Deania

Familia Dalatiidae (tiburón durmiente)
- Dalatias
- Euprotomicroides
- Heteroscymnoides
- Isistius
- Mollisquama
- Squaliolus

Familia Etmopteridae
- Aculeola
- Centroscyllium
- Etmopterus
- Miroscyllium
- Trigonognathus

Familia Oxynotidae
- Oxynotus

Familia Somniosidae
- Centroscymnus
- Proscymnodon
- Scymnodalatias
- Somniosus
- Zameus

Familia Squalidae
- Cirrhigaleus
- Squalus